# Centesimus Annus
Centesimus Annus é uma carta encíclica do Papa João Paulo II, promulgada em 1 de maio de 1991, para marcar o centenário da encíclica Rerum Novarum, daí o seu nome de "Centésimo Ano" em latim.
Dirige-se aos bispos, ao clero em geral, às famílias, em especial aos fiéis da Igreja Católica e a todos os homens de boa vontade.

## Estrutura
1. Bênção
2. Introdução
3. Capítulo I: Características da Rerum Novarum
4. Capítulo II: Para as "coisas novas" de hoje
5. Capítulo III: O ano de 1989
6. Capítulo IV: Propriedade privada e do destino universal dos bens
7. Capítulo V: Estado e cultura
8. Capítulo VI: O Homem é o Caminho da Igreja

## Síntese
Recorda primeiramente os grandes traços doutrinários da Rerum Novarum (Das coisas novas), uma encíclica de Leão XIII, e como se conserva até hoje a sua actualidade.
Depois a seguir, procura desenvolver tais princípios a fim de os aplicar ao mundo de hoje, que tem também suas "coisas novas". 
Dá especial importância aos acontecimentos de fins de 1989, com a Queda do Muro de Berlim.
Evidenciam quão sábias eram as advertências de Leão XIII relativas à propriedade particular e ao socialismo. Em que a propriedade particular é direito inerente a toda pessoa humana, contudo é meio ou instrumento para fazer que os homens cresçam em solidariedade e sentimentos fraternos.
Onde o lucro obtido honestamente por uma empresa de mercado é um valor reconhecido, mas valor subordinado a finalidades humanitárias, pois o ser vale mais ainda do que o ter.